# Vertainspitze
La Vertainspitze (en italien : Cima Vertana) est un sommet du massif de l'Ortles (Alpes), dans le Sud-Tyrol, en Italie.